# Lew Rush
Lewis Franklin "Lew" Rush (12 de setembro de 1912, data de morte desconhecida) foi um ciclista canadense. Ele representou o Canadá nos Jogos Olímpicos de Verão de 1932, em Los Angeles.